# Jens Sundström
Jens Peder Sundström, född 2 september 1970 i Nederluleå församling i Norrbottens län, är en svensk politiker (liberal). Han var oppositionsråd i Norrbottens läns landsting och också ledamot i Folkpartiet liberalernas partistyrelse sedan 2007. Sundström var förstanamn på Folkpartiet liberalernas lista för Norrbottens läns valkrets i 2010 års riksdagsval.